# Jeanne Clelland
Jeanne A. Nielsen Clelland (1970) é uma matemática estadunidense, especialista em geometria diferencial e suas aplicações a equações diferenciais. É professora de matemática da Universidade do Colorado em Boulder, autora de um livro-texto sobre referenciais móveis, From Frenet to Cartan: The Method of Moving Frames (Graduate Studies in Mathematics 178, American Mathematical Society, 2017).

## Formação
Clelland graduou-se em 1991 na Universidade Duke, onde continuou os estudos de pós-graduação, obtendo um doutorado em 1996, com a tese Geometry of Conservation Laws for a Class of Parabolic Partial Differential Equations, orientada por Robert Bryant.

## Reconhecimento
Clelland recebeu o Prêmio Alice T. Schafer de 1991 da Association for Women in Mathematics. Recebeu o Burton W. Jones Distinguished Teaching Award de 2018, da seção de Rocky Mountain da Mathematical Association of America.